# Massimo Brutti
Massimo Brutti (Roma, 1º ottobre 1943) è un politico italiano.

## Biografia
Laureato in giurisprudenza, è stato professore ordinario di diritto romano presso l'Università La Sapienza di Roma. Dal 1986 al 1990 è stato membro laico del Consiglio Superiore della magistratura.

### Attività politica
Politicamente vicino al Partito Comunista Italiano, fu favorevole allo scioglimento del PCI con la svolta della Bolognina di Achille Occhetto nel 1991, aderisce alla nascita del post-comunista Partito Democratico della Sinistra (PDS), con cui alle elezioni politiche del 1992 viene candidato al Senato della Repubblica, ed eletto senatore.
Ha confermato il suo seggio a Palazzo Madama per cinque legislature consecutive (facendosi eleggere in Campania nelle elezioni politiche del 2006 in quota Democratici di Sinistra) e nel corso della sua carriera politica ha fatto parte di numerose commissioni parlamentari.
Dal 28 aprile del 2006 è vicepresidente del Comitato parlamentare per i servizi di informazione e sicurezza e per il segreto di Stato: in questa veste ha duramente criticato il collega Paolo Guzzanti che, a suo dire, ha gestito in maniera faziosa la commissione sul Dossier Mitrochin da lui presieduta.
Massimo Brutti, che dal 2002 è il Responsabile del settore giustizia dei DS, è stato sottosegretario di Stato al Ministero della Difesa nel primo governo Prodi e nel primo governo D'Alema ed al Ministero dell'Interno nel secondo governo D'Alema e nel secondo governo Amato.